# Tudor Gheorghe Țopa
Tudor Gheorghe Țopa (n. 13 octombrie 1932, Chițcanii Vechi, raionul Telenești, județul Orhei, România) este un jurnalist, scriitor și publicist din Republica Moldova, deputat în primul Parlament al Republicii Moldova (1990-1994). Tudor Țopa a absolvit școala medie din Telenești (1952) și Facultatea Filologică a Universității de Stat din Chișinău (1957). A muncit la ziarul „Tinerimea Moldovei” și la revista „Tribuna”, a fost redactor-șef al cotidianului „Moldova Socialistă” – „Moldova Suverană”. De două ori a fost ales președinte al Uniunii Jurnaliștilor din Moldova. În calitate de deputat în primul parlament, a semnat Declarația de Independență a Republicii Moldova. E introdus în Enciclopedia internațională „Who’s who in the word”, editată în Statele Unite ale Americii (volumul 14). Ultimii 15 ani colaborează la editarea serialului enciclopedic „Localitățile Republicii Moldova”, în primele 13 volume a publicat istoria și dezvoltarea în timp a peste 450 de orașe, sate și cătune. E autorul a 71 de cărți de proză documentară, membru al Uniunii Scriitorilor. A realizat deplasări de documentare în 26 de țări, depășind Ecuatorul și Polul Nord. S-a învrednicit de titlul Om Emerit, e cavaler al „Ordinului Republicii”.
Are doi fii și o fiică – Vergiliu, jurnalist, absolvent al facultății de Jurnalism al Universității Lomonosov, Moscova; Viorel, economist, absolvent al Institutului de Management din Moscova, fost Președinte al Băncii de Economii din Moldova, În 2001 a fost nominalizat ca fiind cel mai bun manager bancar din estul Europei; și Diana, doctor în psihologie, MBA absolvit la Grenoble Graduate School of Business. Soția, Ana Țopa (născută Frunză), a decedat în 2015.
Numele Țopa se desprinde din dinastia Hașdeu, având o vechime în literatura scrisă de aproximativ cinci secole. Cercetătorul moscovit Nicolae Romanenko menționează în prefața la volumul lui Bogdan Petriceicu Hașdeu Izbrannoe, tipărit în 1978 la Chișinău: “Întemeietorul dinastiei Hașdeu este considerat Ștefan Hașdeu, care făcea slujbă la curtea domnească a lui Ștefan cel Mare. Străbuneii lui B. P. Hașdeu au fost în veacul XV pârcălabi: Bogdan la Suceava, David la Hotin, Gavril, poreclit Țopa, la Roman” (Bogdan Petriceicu Hașdeu. Izbrannoe. Chișinău, Editura “Literatura artistică”, 1978, pag. 6). Numele părcălabului de la Roman este menționat în timpul domniei lui Ion Vodă cel Viteaz (1572-1574), “Toader  (Toderașco) și Țopa sunt comandanții Romanului din primul an al domniei” (Dinu Giurescu. Ion Vodă cel Viteaz. Chișinău, 1992, pag. 52). Numele de familie Țopa s-a extins prin România, Ucraina și Republica Moldova. În ținutul Cernăuți există satul Țopeni, lângă Oradia dăinuie localitatea Țopa de Criș, așezată pe râul Crișul Repede. Strămoșii lui Tudor Țopa au descălecat pe Răut din satele Sauca și Briceni, ținutul Hotin, astăzi incluse în raionul Dondușeni.
Tudor Țopa mărturisește:
„Drumurile zbuciumate și ademenitoare ale gazetăriei m-au purtat prin toate localitățile din țară, sunt curios să aflu dacă a rămas vreun cătun în care să nu fi poposit vreodată. Pretutindeni am întâlnit oameni harnici și mărinimoși, cu o avere spirituală de excepție.
Mă mândresc că am avut fericita ocazie să muncesc alături de condeieri și fotoreporteri înzestrați, precum au fost Pavel Boțu, Petrea Darienco, Anatol Gugel, Dumitru Matcovschi, Mihail Gh. Cibotaru, Petru Cărare, Gheorghe Ciocoi, Vasile Vasilache, Alexei Marinat, Gheorghe Marin, Ion Podoleanu, Anatol Ciocanu, Dumitru Coval, Vasile Coțofană, Axentie Blanovschi, Ion Stici, Ion Bătrânu, Antonina Sârbu, Galina Precup, Vasile Odoleanu, Vasile Trofăilă, Victor Ladaniuc, Liviu Belâi, Aneta Voitun, Tudor Iașcenco, Victor Mucerschi, Pavel Bălan, Mihai Potârniche, Andrei Mardari, Tudor Iovu, Ion Sofronie, Gheorghe Botică, Gheorghe Lupușor, Andrei Fetescu, Luminița Țigănaș, Elvira Gheorghișteanu, Lenuța Bobeică, Alexandru Hmelnițchi și mulți alții. Ei au făcut o epocă în presa națională pe când ziarul „Moldova Socialistă” – „Moldova Suverană” apărea zilnic în format mare cu un tiraj copleșitor de 280-300 mii de exemplare.
Am întâlnit în viață și câțiva nătărăi înfumurați, lași și fățarnici, hapsâni și vicleni, care mai apoi s-au oploșit la treuca mafiei.

## Biografie
13 octombrie 1932 – în familia țăranilor Gheorghe și Susana Țopa din satul Chițcanii Vechi, județul Orhei, s-a născut primul copil, înscris în registrul bisericii Teodor și trecut în documente Tudor, rudele și consătenii dezmierdându-l Fiodoraș. În continuare mama mai născuse 11 copii, dar au supraviețuit foametea și epidemiile numai 5 – Tudor, Ecaterina, Elena, Serafima și Iulia.
1 septembrie 1939 – Tudorică pășește pentru prima dată cu ghiozdanul în spate pragul școlii din sat. În 1940 a încununat cu note bune clasa I, dar au venit sovieticii și i-au impus pe elevi să repete aceeași clasă „pentru a însuși alfabetul slavon”.
1 septembrie 1941 – autoritățile române l-au promovat în clasa II și au revenit la alfabetul latin. În următorii 3 ani de război Tudor a absolvit clasa IV, dar sovieticii în toamna anului 1944 i-au mai lăsat o dată pe toți elevii repetenți, readucându-i la alfabetul kirilik.
Iunie 1948 – după ani cumpliți de foamete și epidemii Tudor s-a văzut cu atestat de 7 clase la mână. În august a depus documentele la Școala Agricolă din Cucuruzeni, dar a rămas un an în sat să lucreze alături de părinți. La școala din sat a avut pedagogi foarte buni – Boris Vasilache, Vasile Butuc, Ion Țopa, Ecaterina Vidrașcu, Fiodor Erșov, care au insistat în fața părinților ca Tudorică să-și continue învățătura.
1 septembrie 1949 – Tudor Țopa devine elev în clasa VIII a școlii medii din Telenești. În vacanța de vară organizează cu vreo câțiva colegi de școală o călătorie pedestră pe Răut și Nistru, parcurgând o distanță de 210 km pentru a obține insigna sportivă de turist. La școala din Telenești l-a avut profesor de limbă și literatură moldovenească (după cum se numea atunci) pe Beniamin Cogan, care avea studii universitare, făcute la Iași și București, autor de manuale. Geografia i-a predat-o Ivan Semionovici Canicovschi, directorul școlii, devenit mai apoi Erou al Muncii Socialiste, înhumat în Cimitirul Central din Chișinău. Profesori de elită erau și cei de matematici, de fizică, de geometrie, de chimie, de biologie. Ulterior devine membru ULCT.
1 septembrie 1952 – Tudor Țopa devine student la Facultatea de Litere a Universității de Stat din Chișinău, unde i-a avut de dascăli pe Nicolae Corlăteanu, Vasile Coroban, Ion Osadcenco ș. a. Trei vacanțe, una după alta, studentul Țopa a urcat cu rucsacul în spate munții Caucaz, iar în anul IV, la baza din Dombai a înfruntat un pisc înzăpezit cu altitudinea de 4.630 m, dând norma de alpinist. În toți anii de studenție s-a publicat cu diferite materiale în presa republicană.
29 august 1954 – în ziarul „Tinerimea Moldovei” publică foiletonul „Fiară cu chip de om”, în care biciuia apucăturile cretine ale președintelui de kolhoz din Chițcanii săi de pe Răut. Acesta se răzbună aspru pe părinții autorului. Îi elimină din gospodăria colectivă și-i trimite să care moluz cu roabele la construcția șoselei tocmai la Sărăteni. Ceva mai târziu, însă, satul l-a izgonit și pe dânsul din fotoliul de președinte.
Mai-iunie 1957 – Tudor Țopa susține examenele de stat la facultate și este repartizat să lucreze la ziarul „Tinerimea Moldovei”. Unul din colegii lui de grupă, Constantin Dobrovolschi, peste ani devine decan la aceeași facultate. Arhip Cibotaru și Axentie Blanovschi s-au afirmat ca poeți, membri ai Uniunii Scriitorilor, Anatol Eremia, Maria Barbă-Cosniceanu, Vasile Melnic, Anton Borș, Nicolae Savca s-au învrednicit de înalte titluri științifice, Ion Gherman și Vladimir Cobzaru au devenit editori, Vitalie Atamanenco se manifestă ca jurnalist, Olga Guidea și-a făcut nume bun în critica teatrală și cinematografică, Petru Buga – șef de secție în Ministerul Învățământului. În acești ani devine membru PCUS.
Aprilie 1958 – în componența unui grup turistic Tudor Țopa pentru prima dată a trecut Prutul în România, a vizitat orașele București, Brașov și Sibiu, castelele Peleș și Bran, rafinăriile de petrol din Ploiești.
Mai-noiembrie 1958 – timp de 6 luni a făcut studii la Școala Komsomolistă Centrală din Moscova a ULCT din Uniunea Sovietică și o stagiere de jurnalist la ziarul „Komsomoliskaia pravda”.
Septembrie 1959 – e transferat la cotidianul „Moldova Socialistă”, unde într-o perioadă de 10 ani a deținut funcțiile de corespondent, corespondent superior, șef de secție, membru al colegiului de redacție.
10 octombrie 1959 – Tudor Țopa și Ana Frunză din Văsienii de pe Botna și-au înregistrat la Chișinău căsătoria, iar a doua zi și-au jucat nunta la Chițcani, la care le-a împărtășit fericirea și tot colectivul cotidianului „Moldova Socialistă”.
5-30 septembrie 1960 – Tudor Țopa, fiind în concediu, întreprinde pe cheltuiala proprie o călătorie în Extremul Orient – pe Amur, la Sahalin și Vladivostok, de unde aduce și publică în paginile ziarului „Moldova Socialistă” un amplu serial de materiale la rubrica „24 mii km prin țară”.
23 decembrie 1961 – în familia lui Tudor Țopa s-a născut primul copil – fiul Vergiliu.
August 1962 – împreună cu colegul de redacție Mihail Gh. Cibotaru întreprinde o călătorie în Gruzia și Azerbaidjan, de unde aduc și publică în „Moldova Socialistă” din 24 februarie 1963 notițele de drum „Cu camionul pe mare”.
Mai 1964 – scrie povestirea documentară despre detașamentul de partizani „Jurnalistul” și contribuie la construcția memorialului gloriei militare din satul Săseni, raionul Călărași.
Noiembrie-decembrie 1965 – după o impresionantă călătorie pe fluviul Volga Tudor Țopa publică în ziarul „Tinerimea Moldovei” un serial din 6 materiale despre cel mai viguros râu din Europa.
20 februarie 1966 – în familia lui Tudor Țopa s-a născut cel de-al doilea copil – fiul Viorel.
1967 – într-un tiraj de 9.000 de exemplare apare de sub tipar cartea „Dreptul la nemurire”, prima carte semnată de Tudor Țopa.
1967-1968 – ziaristul face două deplasări de documentare peste hotare, în Germania Federală și Suedia.
1969-1971 – Tudor Țopa face studii la Școala Superioară de Partid din Moscova, secția de jurnalistică, pe care o absolvește cu diplomă de excelență.
25 iunie 1971 – la vârsta de 67 de ani, în urma rănii vechi, de pe front, trece în lumea celor eterne tatăl lui Tudor, Gheorghe Țopa, și feciorul vine de la Moscova la Chițcanii Vechi să-și ia rămas bun de la părintele său.
August 1971 – e confirmat redactor-șef adjunct la cotidianul „Moldova Socialistă”.
Mai 1972 – împreună cu soția se odihnesc în Casa internațională a jurnaliștilor din Varna, Bulgaria.
12 iulie 1972 – e numit șef al sectorului de presă al CC al PC al Moldovei.
Octombrie 1973 – pentru cărțile „Dreptul la nemurire”, „Prospectul Patriei” și „Cetăți de foc” Tudor Țopa e distins cu Premiul republican „Boris Glavan” al komsomolului.
Mai 1975 – cartea „Nepokorionnaia tverdînea”, editată în 1974, i-a adus lui Tudor Țopa Premiul Uniunii Jurnaliștilor din URSS „Cea mai bună carte a anului” și distincția „Penița de Aur”.
Iunie 1975 – a condus un grup de turiști din Moldova în Ungaria și Iugoslavia.
25 decembrie 1976 – publicistul Tudor Țopa este decorat cu ordinul „Insigna de Onoare”.
21 septembrie 1977 – în familia lui Tudor Țopa s-a născut cel de-al treilea copil, fiica Diana.
Noiembrie 1980 – împreună cu poetul Pavel Boțu și un grup de turiști a participat la „Zilele Moldovei în Franța”, despre care a publicat ample materiale în săptămânalul „Literatura și Arta”.
Noiembrie 1982 – devine membru al Uniunii Scriitorilor.
5 mai 1983 – în baza cărții „Ognennîe țitadeli” la Cinișeuți, raionul Rezina, a fost urcat pe piedestal un tanc din batalionul „Ot trudeașcihsea Moldavii”. Tudor Țopa i-a prezentat publicului adunat pe 4 Eroi ai Uniunii Sovietice din acest batalion – Vladimir Bocicovschi, Veaceslav Beleaev, Alexei Duhov și Vladimir Teghențev, apoi împreună cu invitații au sădit o alee comemorativă de nucari.
Noiembrie 1983 – în componența unei delegații oficiale a participat timp de 2 săptămâni și a fost responsabil de Ansamblul de Muzică Populară „Mărțișor” într-un turneu artistic în Madagascar și în Mauritius, țări, despre care în „Tinerimea Moldovei” din decembrie 1983 a publicat un serial din 5 materiale mari, iar în 1985 a scos de sub tipar (în două limbi) cartea „Perle în ocean”.
28 decembrie 1984 – Tudor Țopa e numit redactor-șef al revistei „Tribuna”.
4 iulie 1988 – cărțile „Stelele bărbăției” și „Komandirovka v bessmertie” sunt înaintate pentru Premiul de Stat al RSSM în domeniul publicisticii.
25 octombrie 1988 – Tudor Țopa, împreună cu un mare grup de membri ai Uniunii Scriitorilor, a semnat Adresarea către toți oamenii de bună credință din republică, în care se sublinia: „Nu există două limbi literare, așa cum au declarat Stalin și moștenitorii lui spirituali. Există o singură limbă literară, vorbită și scrisă atât pe teritoriul României, cât și pe cel al RSS Moldovenești”.
25 februarie 1989 – este avansat în postul de redactor-șef al cotidianului „Moldova Socialistă” și, peste puțin timp, ales președinte al Uniunii Jurnaliștilor din Moldova.
6 mai 1989 – „Moldova Socialistă” publică informația despre cei 13 candidați în deputați ai poporului din Uniunea RSS din circumscripția electorală teritorială nr. 705 Ungheni, printre care figura și redactorul Tudor Țopa. A câștigat scrutinul Constantin Oboroc, președintele comitetului executiv al sovietului de orășel Nisporeni.
17 mai 1989 – Tudor Țopa și-a asumat îndrăzneala și a publicat în ziarul CC al PCM, Sovietului Suprem al RSSM și Guvernului RSSM „Moldova Socialistă” proiectul alternativ de Lege cu privire la Statutul limbii de stat, cu trecere la grafia latină, prezentat de Institutul de profil al AȘM, care era în contradicție cu hotărârea adoptată în ajun de Plenara CC al PCM, fapt, pentru care a fost scos din post și jurnaliștii au declanșat o grevă de proporție, încât a doua zi biroul CC al PCM a fost nevoit să-și anuleze hotărârea din ajun, lăsându-l pe redactorul-șef în funcția sa. Mircea Snegur, primul Președinte al Republicii Moldova, reflectă amplu acest eveniment în serialul „Labirintul Memoriei” (vol. 1, pag. 414-417).
20 februarie 1990 – Tudor Țopa este ales deputat în Parlamentul Republicii Moldova pe circumscripția nr. 282 Trifești, raionul Rezina, în componența căreia intrau satele Trifești, Echimăuți, Cogâlniceni, Cinișeuți, Saharna Veche, Saharna Nouă, Buciușca, Pereni, Roșcani, Mincenii de Jos, Mincenii de Sus.
27 aprilie 1990 – deputatul Tudor Țopa a votat Tricolorul.
1 august 1990 – din inițiativa redactorului-șef ziarul „Moldova Socialistă” a fost rebotezat „Moldova Suverană”.
Septembrie 1990 – împreună cu Mihail Platon, prim-vicepreședinte al Consiliului de Miniștri, deputatul Tudor Țopa s-a deplasat la Saharna, unde au readus mănăstirea distrusă din localitate pe făgașul credinței. Mai târziu, împreună cu redactorul ziarului din Rezina Tudor Iașcenco au scris și au editat cartea „Saharna, farmecul paradisului” (2002).
3 noiembrie 1990 – deputatul Tudor Țopa a votat Stema de Stat.
27 august 1991 – deputatul Tudor Țopa și-a pus semnătura sub Declarația de Independență a Republicii Moldova.
15-16 ianuarie 1992 – împreună cu Inspectoratul Județean pentru Cultură Suceava și Uniunea Scriitorilor din Moldova ziarul „Moldova Suverană”, condus de Tudor Țopa, a organizat la Mănăstirea Putna ediția I a Festivalului „Eminescu”, la care și-au adus contribuția Mihai Cimpoi, Grigore Vieru, Ion Vatamanu, Dumitru Matcovschi, Anatol Codru, Ion și Doina Aldea-Teodorovici, alte persoane notorii din Moldova și România. Peste un an, în aceleași zile, a avut loc ediția II cu deplasări la Ipotești, baștina Luceafărului poeziei române, și la București, unde au fost primiți în ospeție la casa marelui scriitor român Dinu Săraru. La ambele manifestări au fost lansate și primele două numere ale revistei literare „Clipa”, la editarea căreia a contribuit îndeosebi secretarul responsabil al ziarului „Moldova Suverană”, publicistul Victor Ladaniuc.
25 decembrie 1992 – prin Decret prezidențial, semnat de Mircea Snegur, redactorul Tudor Țopa a fost decorat cu medalia „Meritul Civic”.
1991-1993 – Tudor Țopa a condus de două ori delegații de jurnaliști în Coreea de Nord și de trei ori în Grecia, unde fusese ales membru al Comitetului de conducere al Confederației de Jurnaliști din Balcani.
22 ianuarie 1994 – cotidianul „Moldova Suverană” se declară ziar independent. Dar conducerea de vârf a republicii n-a susținut această inițiativă, a trebuit să mai treacă 10 ani ca problema să revină pe ordinea de zi, dar fiind soluționată într-o variantă foarte caraghioasă.
30 aprilie 1994 – „Moldova Suverană”, redactată de Tudor Țopa, apare în 16 pagini color, dedicate jubileului de 70 de ani. E o trecere în revistă a sutelor de condeieri, care și-au turnat tot harul talentului în această veche publicație.
2 iulie 1994 – Tudor Țopa a contribuit la aducerea din București a statuii lui Ștefan cel Mare și instalată oficial pe postament în centrul satului nistrean Molovata, scriind pe o pagină de ziar materialul „Satul cu doi sfinți”.
Trecut la pensie, continuă să lucreze redactor-șef adjunct.
Septembrie 1994 – împreună cu 10 jurnaliști din Moldova Tudor Țopa a făcut o deplasare de creație în SUA, la Washington și San-Francesco, de unde a venit cu multe materiale interesante și împreună cu Vasile Trofăilă și Ion Corețchi au publicat câte un număr tematic în „Privat expres” și „Privat Reviu”, suplimente la ziarele „Moldova Suverană” (12 noiembrie) și „Nezavisimaia Moldova” (15 noiembrie).
11- 13 august 1995 – colectivul de creație de la ziarul „Moldova Suverană”, avându-l ghid pe Tudor Țopa, a întreprins o impresionantă excursie Iași-Suceava-Putna-Vatra Dornei-Gura Humorului. Mai tîrziu călătoria a fost continuată la mănăstirile voievodale din Carpați.
19-20 iulie 1996 – colectivul redacției face o deplasare de creație la Bălți- Drochia-Țaul-Naslavcea-Rudi-Cosăuți-Soroca, publicând câteva pagini de ziar sub genericul „Moldova pitorească”.
22 august 1996 – publicistului Tudor Țopa i s-a conferit titlul „Om Emerit”.
1997 – Tudor Țopa este inclus în enciclopedia internațională, editată în SUA „Who’s who in the world”, vol. 14.
1 iunie 1997 – din proprie inițiativă Tudor Țopa se concediază din funcția de redactor-șef adjunct al ziarului „Moldova Suverană”, trecînd la munca de creație.
Ianuarie 1998 – a scris și a publicat cartea „Chițcani”, lansarea a avut loc în satul de baștină cu participarea academicianului Mihai Cimpoi, a scriitorului Nicolae Esinencu, savantului Boris Găină și a altor personalități de valoare.
Din 1999 până în prezent – Tudor Țopa împreună cu un grup de savanți, scriitori și publiciști (Iurie Colesnic, Anatol Eremia, Vlad Ciubucciu, Anton Moraru, Victor Ladaniuc, Dumitru Țâra, Nicolae Schițco, Alexandru Ganenco, Vasile Trofăilă ș.a.) editează serialul enciclopedic „Localitățile Republicii Moldova” în 15 volume, în care Tudor Țopa a publicat peste 500 de eseuri despre orașele, satele și cătunele noastre cu istoria și dezvoltarea lor în timp.
Apropo, echipa de la „Draghiștea” în cei 15 ani de activitate n-a primit onorariu sau salariu niciun bănuț. Ea are deviza: „Decât să stăm degeaba, mai bine facem ceva pentru societate neremunerați”.
2003 – Arhiva Națională a Republicii Moldova a instituit „Fondul personal al publicistului Tudor Țopa” (R-3355), care întrunește 305 dosare cu 845 de documente și fotografii.
2005 – Biroul de Informare al Consiliului Europei în Moldova, Biblioteca Națională și Salonul Internațional de Carte i-au înmînat publicistului Tudor Țopa Diploma pentru volumul „Gloria Victoriei”, care a intrat în topul celor mai citite cărți ale anului 2005.
13 octombrie 2007 – la cei 75 de ani împliniți Tudor Țopa a pus în circuitul cultural o voluminoasă carte de peste 600 de pagini, întitulată „Voievozii inspirației”.
Iar la cei 80 de ani (13 octombrie 2012) Tudor Țopa a lansat la Biblioteca Națională volumul „Cutezanță înaripată”, premiat la Salonul Internațional de Carte. Lansarea a fost onorată de mulți savanți, scriitori, deputați și oameni de cultură, susținută de Ansamblul folcloric „Surorile Osoianu”.
În presa periodică Tudor Țopa a publicat peste 1200 de reportaje, eseuri, foietoane, impresii de călătorie, povestiri documentare. Cărțile sale și-au găsit reflectare în peste 170 de recenzii și notițe bibliografice.
Profesorul universitar Mihail Lescu i-a analizat creația în culegerea „Publiciști și publicații” (Chișinău, editura „Prut Internațional”, 2003), iar Victor Ladaniuc i-a dedicat cartea de biobibliografie „Pe drumurile creației” (Chișinău, Fundația „Draghiștea”, 2007).
Dumitru Matcovschi l-a numit pe Tudor Țopa „omul logodit cu drumul”, iar Iurie Colesnic îl considera „argintul viu al publicisticii moldovenești”.
Prin decizia Consiliului local al Primăriei Chițcanii Vechi din 26 august 2011 scriitorului Tudor Țopa și academicianului Boris Găină li s-a decernat titlul onorific „Cetățean de Onoare al comunei Chițcanii Vechi”.
Scriitorul de proză documentară Tudor Țopa în 2011 a fost decorat cu „Ordinul de Onoare” (Decretul Președintelui Republicii Moldova nr. 273-VI din 26 august 1911), iar la 17 aprilie 2013 i s-a înmânat, alături de alți deputați din Primul Parlament, „Ordinul Republicii” (Decretul Președintelui Republicii Moldova nr. 450-VII din 28 decembrie 2012, publicat în „Monitorul Oficial al RM”, nr. 6-9 din 11 ianuarie 2013).